# Henri de Bellescize
Henri de Bellescize (né le 26 décembre 1884 à Lyon - mort le 21 septembre 1966 à Satolas-et-Bonce) est l'inventeur en 1932 de la boucle à verrouillage de phase, montage technique fondamental de l'électronique moderne. Il fallut cependant de nombreuses années avant que la boucle à verrouillage de phase soit couramment utilisée. Ce n'est qu'à l'avènement des circuits à base de semi-conducteurs que cette invention prit une place majeure dans les systèmes électroniques modernes.
Engagé dans la marine en 1901, promu aspirant en octobre 1904 à Toulon, puis enseigne de vaisseau en 1906, il sert ensuite dans la flotte de Méditerranée, d'abord sur le cuirassé Le Gaulois, puis sur le contre-torpilleur Faucon.
Il démissionne de la Marine en 1919 pour devenir ingénieur à la Compagnie générale de télégraphie sans fil.

## Monographies
- Henri de Bellescize, Étude de quelques problèmes de radiotélégraphie (1920), Paris, éd. Gauthier-Villars, 192 p.
- Henri de Bellescize, La réception synchrone (1932), éd. E. Chiron, 64 p.